# نوفا بيليم
نوفا بيليم بلدية في ولاية ميناس جيرايس في المنطقة الجنوبية الشرقية من البرازيل.